# Route Adélie

Route Adélie de Vitré Logo

Die Route Adélie de Vitré, meist kurz als Route Adélie bezeichnet, ist ein französisches Straßenradrennen für Männer.
Das Eintagesrennen, das seinen Termin für gewöhnlich Anfang April hat und rund um die französische Gemeinde Vitré im Département Ille-et-Vilaine in der Bretagne stattfindet, wurde erstmals im Jahr 1996 ausgetragen, damals noch unter dem Namen Tour d’Armorique. Seit Einführung der UCI Europe Tour in der Saison 2005 war das Rennen Teil dieser Rennserie und in die Kategorie 1.1 eingestuft. Die Route Adélie de Vitré war außerdem von 1996 bis 2007 ein Teil des Coupe de France, einer Rennserie von französischen Eintagesrennen. Rekordsieger sind Jaan Kirsipuu und Bryan Coquard, die das Rennen zweimal für sich entscheiden konnten.

## Sieger
| Jahr | Sieger              | Zweiter             | Dritter                     |          |
| ---- | ------------------- | ------------------- | --------------------------- | -------- |
| 1996 | Marc Bouillon       | Thierry Marie       | Sergei Walerjewitsch Iwanow |          |
| 1997 | Nicolas Jalabert    | Cyril Saugrain      | Germano Pierdomenico        |          |
| 1998 | Jaan Kirsipuu       | Paul Van Hyfte      | Pascal Lino                 |          |
| 1999 | Torsten Schmidt     | Nicolas Vogondy     | Max van Heeswijk            |          |
| 2000 | Laurent Brochard    | Jan Bratkowski      | Oscar Cavagnis              |          |
| 2001 | Jaan Kirsipuu       | Stéphane Heulot     | Laurent Brochard            |          |
| 2002 | Marcus Ljungqvist   | Stéphane Heulot     | Laurent Brochard            |          |
| 2003 | Sébastien Joly      | Henk Vogels junior  | Laurent Brochard            |          |
| 2004 | Anthony Geslin      | Sergio Marinangeli  | Pierrick Fédrigo            |          |
| 2005 | Daniele Contrini    | Moisés Aldape       | Jérôme Pineau               |          |
| 2006 | Samuel Dumoulin     | Aitor Galdós        | Anthony Geslin              |          |
| 2007 | Rémi Pauriol        | Alexander Chatunzew | Yann Huguet                 |          |
| 2008 | Kevyn Ista          | Benoît Vaugrenard   | Jérémie Galland             |          |
| 2009 | Jérôme Coppel       | David Le Lay        | Romain Feillu               |          |
| 2010 | Cyril Gautier       | Laurent Pichon      | Benoît Vaugrenard           |          |
| 2011 | Renaud Dion         | Gianni Meersman     | Steven Tronet               |          |
| 2012 | Roberto Ferrari     | Laurent Pichon      | Julien Simon                |          |
| 2013 | Alessandro Malaguti | Jauhen Hutarowitsch | Justin Jules                |          |
| 2014 | Bryan Coquard       | Julien Simon        | Benoît Jarrier              |          |
| 2015 | Romain Feillu       | Nacer Bouhanni      | Timothy Dupont              |          |
| 2016 | Bryan Coquard       | Clément Venturini   | Samuel Dumoulin             |          |
| 2017 | Laurent Pichon      | Cyril Gautier       | Julien Simon                |          |
| 2018 | Silvan Dillier      | Benoît Vaugrenard   | Justin Mottier              |          |
| 2019 | Marc Sarreau        | Bram Welten         | Clément Venturini           |          |
| 2020 | abgesagt            | abgesagt            | abgesagt                    | abgesagt |
| 2021 | Arvid de Kleijn     | Emmanuel Morin      | Jason Tesson                |          |
| 2022 | Axel Zingle         | Dorian Godon        | Valentin Ferron             |          |
| 2023 | Fredrik Dversnes    | Kévin Vauquelin     | Louis Barré                 |          |
| 2024 | Jenthe Biermans     | Sandy Dujardin      | Alexandre Delettre          |          |
| 2025 |                     |                     |                             |          |